# Mont Alpi
Pour les articles homonymes, voir Alpi.
Le mont Alpi est une montagne d'Italie qui s'élève à 1 900 m d'altitude dans l'Apennin du Sud, dans la région de la Basilicate.